# تیروزین
تیروزین یکی از بیست اسید آمینه‌ی اصلی سلول های زنده است.

## مسیرهای سوخت و ساز
این اسید آمینه حاصل اثر آنزیم فنیل آلانین هیدروکسیلاز بر روی اسید آمینه فنیل آلانین است.